# بی‌ان‌اس برزیل (یو۲۷)
بی‌ان‌اس برزیل (یو۲۷) (به انگلیسی: BNS Brasil (U27)) یک کشتی است که طول آن ۴۳۰٫۷ متر (۱٬۴۱۳ فوت) می‌باشد.